# Jade (Beyond Good and Evil)
Pour les articles homonymes, voir Jade (homonymie).
Jade est un personnage de fiction et la protagoniste principale du jeu vidéo d'action-aventure Beyond Good and Evil. Photojournaliste, elle a été créée par le développeur d'Ubisoft Montpellier Michel Ancel, dans le but de créer un personnage ressemblant à une vraie personne, plutôt qu'à une "femme d'action sexy". Dans Beyond Good and Evil, elle et son oncle Pey'j, mi-cochon mi-humain, travaillent ensemble pour sauver les orphelins dont ils s'occupaient et dénoncer la corruption gouvernementale.
Depuis son apparition dans Beyond Good & Evil, Jade a reçu un accueil très positif et a été incluse dans plusieurs listes des meilleurs personnages féminins de jeux vidéo. Elle a été comparée à d'autres personnages de ce type, notamment Alyx Vance de Half-Life 2.

## Création
Jade a été créé par le développeur de Beyond Good and Evil Michel Ancel, dont l'épouse, Alexandra, a joué un rôle important dans sa création.  Tyrone Miller, directrice des relations publiques du jeu, a déclaré qu'une rumeur existait selon laquelle elle était l'inspiration pour Jade. Ancel a commencé à créer un personnage qui ressemblait à une personne réelle plutôt qu'à une "femme d'action sexy". Miller souligne que le développement de Jade se concentre sur son rôle, sa situation et la signification de ses actions dans le jeu. Miller la décrit également comme une fille à laquelle les gens peuvent s'identifier.
La conception de Jade a évolué tout au long du développement du jeu, à la fois en termes d'apparence et de psychologie. Kaiser Hwang, journaliste de IGN, décrit le changement comme le passage d'une fille innocente légèrement garçon manqué à une fille plus résistante. Alors que Jade a été décrite comme un personnage noir, Miller déclare qu'elle n'a aucune ethnie établie, puisque le jeu se déroule sur une autre planète.
Elle est doublée par Jodie Forrest en anglais et Emma de Caunes en français. Lorsqu'on lui a demandé qui, selon elle, devrait représenter Jade dans un hypothétique film Beyond Good & Evil, Miller a choisi Shannyn Sossamon, déclarant qu'elle ressemble et marche de la même manière que Jade. Dans une interview avec Nintendo Power, Ancel a déclaré qu'il espère que Jade maintiendra ses valeurs et sa personnalité dans Beyond Good and Evil 2.

## Apparitions
Dans Beyond Good and Evil, Jade vit dans un phare de l'île avec Pey'j, s'occupant d'enfants rendus orphelins par les attaques de la planète par les DomZ, une race extraterrestre agressive.  Tout en étant maître du jōdō, elle est également journaliste indépendante. Quand elle manque d'argent pour alimenter le générateur de bouclier du phare, Jade prend un travail dans la photographie en cataloguant tous les animaux sur Hillys. Elle est ensuite recrutée par le réseau IRIS, un mouvement de résistance anti-gouvernement essayant d'exposer une alliance entre les DomZ et les Sections Alpha, un groupe militaire d'élite censé être créé pour combattre les DomZ.  Grâce à ses connaissances en arts martiaux, elle est capable d'infiltrer diverses installations gouvernementales et d'obtenir des preuves de la traite des êtres humains. Après avoir affronté le grand prêtre DomZ sur la lune de Hillys, elle apprend qu'elle est connue des DomZ sous le nom de "Shauni", et a été léguée d'un pouvoir spirituel qui leur a été volé il y a des siècles. Elle utilise ensuite ce pouvoir pour vaincre le prêtre et sauver la population Hillyane.
Jade apparaît dans une bande-annonce de Beyond Good and Evil 2, voyageant avec Pey'j. On la voit également dans un leak d'une vidéo de développement d'Ubisoft, s'échappant d'une ville. En outre, le costume de Jade apparaît dans le jeu vidéo Prince of Persia de 2008 pour le personnage Elika.

## Accueil
Depuis son apparition dans Beyond Good and Evil, Jade a reçu un accueil positif. Le rédacteur en chef de Fox News, Lou Kesten, a cité Jade comme un exemple d'héroïne qui n'est pas seulement un régal pour les yeux des adolescents. IGN l'a répertoriée comme l'une des dix premières héroïnes du jeu vidéo, la décrivant comme "pas votre personnage de jeu typique" et arguant qu'elle est curieuse, intelligente, courageuse et entièrement habillée. Le journaliste d'IGN, David Adams, a salué sa capacité à montrer de la pitié ou l'horreur d'une situation, avec le plus subtil des changements d'expression. GamesRadar+ l'a classée parmi les sept héroïnes de jeu les plus impactantes, déclarant que même si elle a une maîtrise de plusieurs disciplines qui prendrait de nombreuses années à accomplir, elle se présente comme une personne normale. Play l'a présentée dans leur premier numéro annuel "Girls of Gaming" (en français, "Femmes du jeu vidéo"), la qualifiant comme étant "l'héroïne ultime de l'homme (et de la femme)". GameDaily l'a répertoriée comme l'une des 25 meilleures femmes de jeu vidéo les plus sexy, la citant comme à la fois difficile et à la mode. Le rédacteur en chef du San Francisco Chronicle, Peter Hartlaub, l'a classée parmi les neuf plus grandes héroïnes de jeux vidéo. En 2013, Complex l'a classée parmi les huit plus grandes héroïnes de l'histoire du jeu vidéo et lors d'un panel pour les développeurs de jeux et les journalistes, Jade a pris la première place du meilleur personnage féminin dans un jeu d'action.
Jade a également été comparée à d'autres personnages de jeux vidéo. GamePro l'a citée comme un exemple de la bonne façon de faire des personnages de jeux vidéo féminins, avec d'autres protagonistes féminines telles que Chell de Portal, Alyx Vance de Half-Life 2 et Heather Mason de Silent Hill 3. Le rédacteur en chef de Kotaku, Stephen Totillo, l'a comparée à Kendra Midori, protagoniste du jeu vidéo Avatar, décrivant Midori comme une "femme scientifique aimant la nature" tout en décrivant Jade comme une "photographe aimant la nature". Dans un article sur l'ambiguïté raciale dans les jeux vidéo, le rédacteur en chef de Wired, Chris Kohler, utilise Jade comme exemple d'une personne dont la race est ambiguë, évoquant également un article de blog d'un lecteur répertoriant Jade dans sa liste de personnages noirs. Il estime que les développeurs ont rendu Jade racialement ambigüe, dans l'intention de permettre aux joueurs de se voir en elle.